# 列沃瓦
47°16′36″N 30°18′42″E / 47.27667°N 30.31167°E
雷沃瓦（烏克蘭語：Ревова）是位於烏克蘭西南部的村莊，由敖德萨州贝雷济夫卡区的新卡利切韋市鎮負責管轄。該村始建於1897年，面積0.58平方公里，海拔高度42米，2001年人口368，人口密度每平方公里634.48人。